# Liubînți, Strîi
Liubînți (în ucraineană Любинці) este localitatea de reședință a comunei Liubînți din raionul Strîi, regiunea Liov, Ucraina.

## Demografie
Componența lingvistică a localității Liubînți
     Ucraineană (99,32%)
     Alte limbi (0,29%)
Conform recensământului din 2001, majoritatea populației localității Liubînți era vorbitoare de ucraineană (99,32%), existând în minoritate și vorbitori de alte limbi.